# 大卡薩布蘭卡大區
大卡薩布蘭卡大區（阿拉伯语：‎）是摩洛哥西北部，1997年至2015年间存在的一個大區，北臨大西洋岸。面積1,117平方公里。2004年人口3,631,061人。首府卡薩布蘭卡。
下轄兩省八市。